# Müncheni Filharmonikusok

A Müncheni Filharmonikusok (Münchner Philharmoniker) München városa által működtetett német szimfonikus zenekar, München három legkiválóbb zenekarának egyike. Székhelye 1985 óta a Gasteig kulturális Központ.

## Története
A zenekart Franz Kaim alapította Münchenben 1893-ban Kaim Zenekar néven. 1895-ben települtek a város koncerttermébe, és hamarosan megbecsült karmestereket csábítottak magukhoz: Gustav Mahler először 1897-ben vezényelte az együttest, és velük mutatta be negyedik és nyolcadik szimfóniáját, míg a szerző Das Lied von der Erde című művének posztumusz premierjén Bruno Walter dirigálta az együttest. Felix Weingartner 1898 és 1905 között volt zenei vezető, az ifjú Wilhelm Furtwängler pedig itt debütált 1906-ban. Időközben Anton Bruckner tanítványa, Ferdinand Löwe megalapozta a Bruckner koncertek mai napig élő tradícióját.
Ekkoriban a zenekar, amely 1910-től Müncheni Hangversenyzenekarként volt ismert, magántőkével működött, ám az első világháború során a finanszírozók szorult anyagi helyzete, illetve a zenészek katonai szolgálata miatt a zenekar működésének felfüggesztésére kényszerült.
Az I. világháború háború után a város vette át a zenekart, amely a zeneszerző Hans Pfitzner vezetése alatt szerveződött újra, akit azonban hamarosan felváltott Siegmund von Hausegger, Bruckner felfedezettje. 1928-ban a zenekar felvette jelenlegi nevét. A náci párt előtérbe kerülése után, 1933-ban a zenekar szvasztikákat, és "A fasiszta mozgalom zenekara" feliratot pecsételte a partitúráira. (A szvasztikákat egészen az 1990-es évek elejéig nem is távolították el.) 1938-ban, a második világháború kezdetekor került a főkarmesteri pozícióba a náci párti Oswald Kabasta, aki emelni próbálta a zenei színvonalat. A háború alatt azonban a város koncertterme elpusztult, így a székhely nélkül maradt zenekar ismét kénytelen volt szüneteltetni működését.

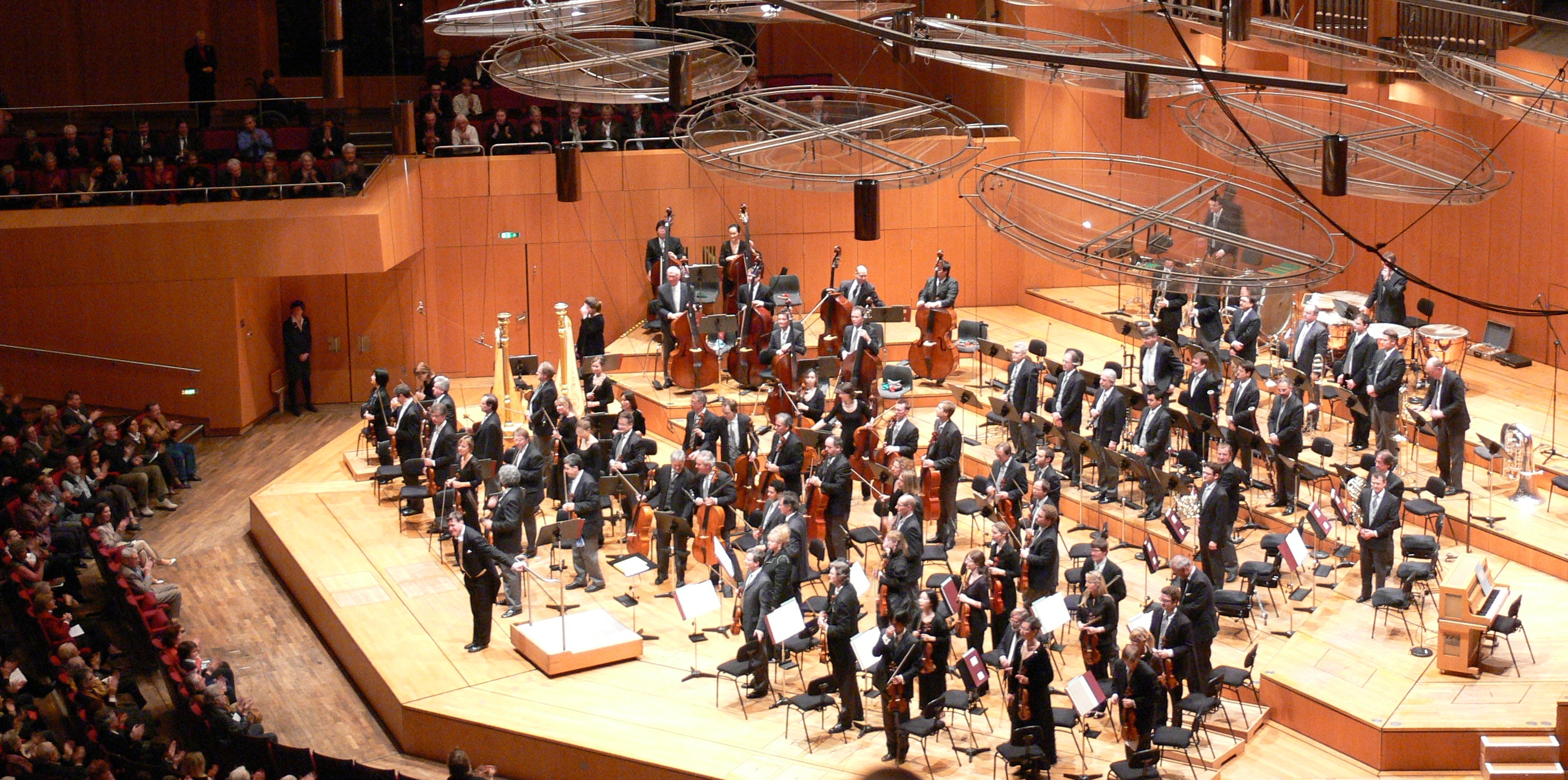
A Müncheni Filharmonikusok koncertje a Gasteigben

A II. világháború után Hans Rosbaud és Rudolf Kempe vezetése mellett visszatért a szerencséjük, majd 1979-ben Sergiu Celibidache vette át őket, aki a legmagasabb világszínvonalig fejlesztette a zenekart. Az igényességéről ismert karmester egészen egyedi hangzásvilágot alakított ki. Egy alkalommal megpróbálta eltávolítani Abbie Conant elsőtrombitást, azzal az indokkal, hogy nő. Conant pert indított, és egy hosszadalmas jogi procedúra után 1993-ban férfi kollégáiéval egyenlő fizetést nyert, illetve visszahelyezték elsőszólistai állásába, mivel a bíróság úgy találta, hogy a zenekar és München városa megsértette a férfiak és nők jogi egyenlőségét.
Celibidache hirtelen halálát követően 1996-tól egészen 2004-ig James Levine dirigálta a filharmonikusokat. 2004-ben Christian Thielemann került a vezető karmesteri pozícióba, majd Lorin Maazel vette át a zenekar vezetését, aki 2014-ig, haláláig irányította a Müncheni Filharmonikusokat. 2015 szeptemberétől újabb sztárkarmestert, Valerij Gergijevet nyerték meg a zenekar élére. 2022. március 1-én Dieter Reiter, München polgármestere bejelentette Gergijev elbocsátását a zenekar éléről.

## Zenei vezetők
| - 1893–1895 Hans Winderstein - 1895–1897 Hermann Zumpe - 1897–1898 Ferdinand Löwe - 1898–1905 Felix Weingartner - 1905–1908 Georg Schnéevoigt - 1908–1914 Ferdinand Löwe - 1919–1920 Hans Pfitzner - 1920–1938 Siegmund von Hausegger - 1938–1944 Oswald Kabasta | - 1945–1948 Hans Rosbaud - 1949–1966 Fritz Rieger - 1967–1976 Rudolf Kempe - 1979–1996 Sergiu Celibidache - 1999–2004 James Levine - 2004–2011 Christian Thielemann - 2012–2014 Lorin Maazel - 2015–2022 Valerij Gergijev |

## Fordítás
- Ez a szócikk részben vagy egészben  a   Munich Philharmonic című angol Wikipédia-szócikk fordításán alapul.  Az eredeti cikk szerkesztőit annak laptörténete sorolja fel. Ez a jelzés csupán a megfogalmazás eredetét és a szerzői jogokat jelzi, nem szolgál a cikkben szereplő információk forrásmegjelöléseként.